# جزایر سلیمان (مجمع‌الجزایر)
جزایر سلیمان (انگلیسی: Solomon Islands) مجمع‌الجزایری در غرب اقیانوس آرام جنوبی است که در شمال‌شرق استرالیا قرار دارد. این مجمع‌الجزایر بخشی از ملانزی و زیست‌سار اقیانوسیه به‌شمار می‌روند و بخش عمده جزایر سلیمان را تشکیل می‌دهد ولی بخش شمال‌غربی آن در منطقه خودمختار بوگن‌ویل در شرق پاپوآ گینه نو قرار دارد. این مجمع‌الجزایر مرز شرقی دریای سلیمان به‌شمار می‌رود.
جزایر سلیمان از دو نوع آتشفشانی و گونه‌های مختلف آب‌سنگ حلقوی تشکیل شده‌است. جزیره بوگنویل بزرگ‌ترین جزیره این مجمع‌الجزایر است.